# Lac Maréchal
Pour les articles homonymes, voir Maréchal.
Le lac Maréchal est un plan d'eau douce situé dans l'ex-territoire non organisé du Lac-Wapizagonke, fusionné à la ville de Shawinigan, dans la région administrative de la Mauricie, au Québec, au Canada. Ce lac fait partie du Parc national de la Mauricie.
Dès le milieu du XIXe siècle, la foresterie a été l'activité économique prédominante dans le secteur. Au XXe siècle, les activités récréotouristiques ont été mises en valeur.
La surface du lac est généralement gelée de novembre à avril ; néanmoins, la circulation sécuritaire sur la glace est habituellement de la mi-décembre à la fin mars.

## Géographie
Le lac Maréchal reçoit les eaux des décharges suivantes :
- au nord-ouest : lacs Germain et Roberts ;
- au sud-ouest : du Busard, du Bec-Scie ;
- au sud-est : lac Drosérie[1].

Le lac Maréchal se déverse par le sud-est dans le lac du Caribou (Shawinigan).

## Toponymie
Jadis, le terme maréchal pouvait avoir plusieurs sens : le maréchal ferrant (pour les chevaux), le responsable des écuries dans l'armée, un patronyme de famille d'origine française. Dans l'histoire, ce terme a été utilisé comme un titre de distinction sur les plans civils et militaires.
Le toponyme "lac Maréchal" a été officialisé le 5 décembre 1968 à la Banque des noms de lieux de la Commission de toponymie du Québec.